# Porcheux
Porcheux é uma comuna francesa na região administrativa de Altos da França, no departamento de Oise. Estende-se por uma área de 4,71 km². Em 2010 a comuna tinha 642 habitantes (densidade: 136,3 hab./km²).